# Calymperes cernense
Calymperes cernense là một loài rêu trong họ Calymperaceae. Loài này được Mitt. ex Besch. mô tả khoa học đầu tiên năm 1896.